# 枪与玫瑰
槍與玫瑰（英語：Guns N' Roses，簡稱：GNR）是一支美國硬式搖滾乐队，成立於1985年的洛杉磯好萊塢，在八零年代末及九零年代初期享有盛名，1994年之後樂團成員除了主音歌手埃克索爾·羅斯之外均經頻繁更換，到2008年才發行新專輯。槍與玫瑰有“世界搖滾巨星”的地位和“世界上最危險的樂團”稱号。

## 历史

### 成立早期 ( 1985-1986 )

#### 早期历史
枪与玫瑰1985年3月在洛杉磯由主唱埃克索尔·罗斯與主音吉他手Tracii Guns成立，成員包含了主唱埃克索尔·罗斯，主音吉他手Tracii Guns、節奏吉他手Izzy Stradlin，贝司手Ole Beich（后来被达夫·麦卡根替代）、鼓手Rob Gardner，並且非正式的合併了埃克索尔·罗斯身為其中一員的好萊塢玫瑰樂團以及Tracii Guns為一員的洛杉磯槍樂團。樂團以重金屬音樂及硬搖滾為主。他们的独一无二的风格中融合了摇滚、硬摇滚、蓝调、龐克和其他不同风格的音乐。乐團的名字来源由最早的两个樂團的主要成員的名字合併組成：Hollywood Rose(Axl Rose)和L.A. Guns(Tracii Guns)。
在幾場表演的磨合下後，貝斯手更換成達夫·麥卡根（Duff McKagan），而主音吉他手因缺席不練團之故被撤換，後來就由史莱许擔任。鼓手待沒多久也離團了。這時就由史莱许的同學史提文.艾得勒（Steven Adler）取代。然而，這樣組合並非偶然，因為在槍與玫瑰樂團成立之前，當時在好萊塢玫瑰樂團時期擔任節奏吉他手的Izzy Stradlin就曾和史莱许合作過，而那時的史莱许和达夫·麦卡根、Steven Adler都是協力樂團（Road Crew）的成員。

1985年6月夏季，這新陣容成立的後四天，他們決定展開一個小型外地演出。預計從加州出發到貝斯手达夫·麦卡根的家鄉西雅圖。 這次演出的過程和結果只能用災難二字形容。但在多年後，Duff McKagan認為這被團員稱之為 「地獄般的演出」卻是牢繫團員彼此之間的穩定情誼的重要事件。這次的經驗讓這個樂團決定將來只要能夠，有可能性，無論如何都要克服萬難，合力達成目標。

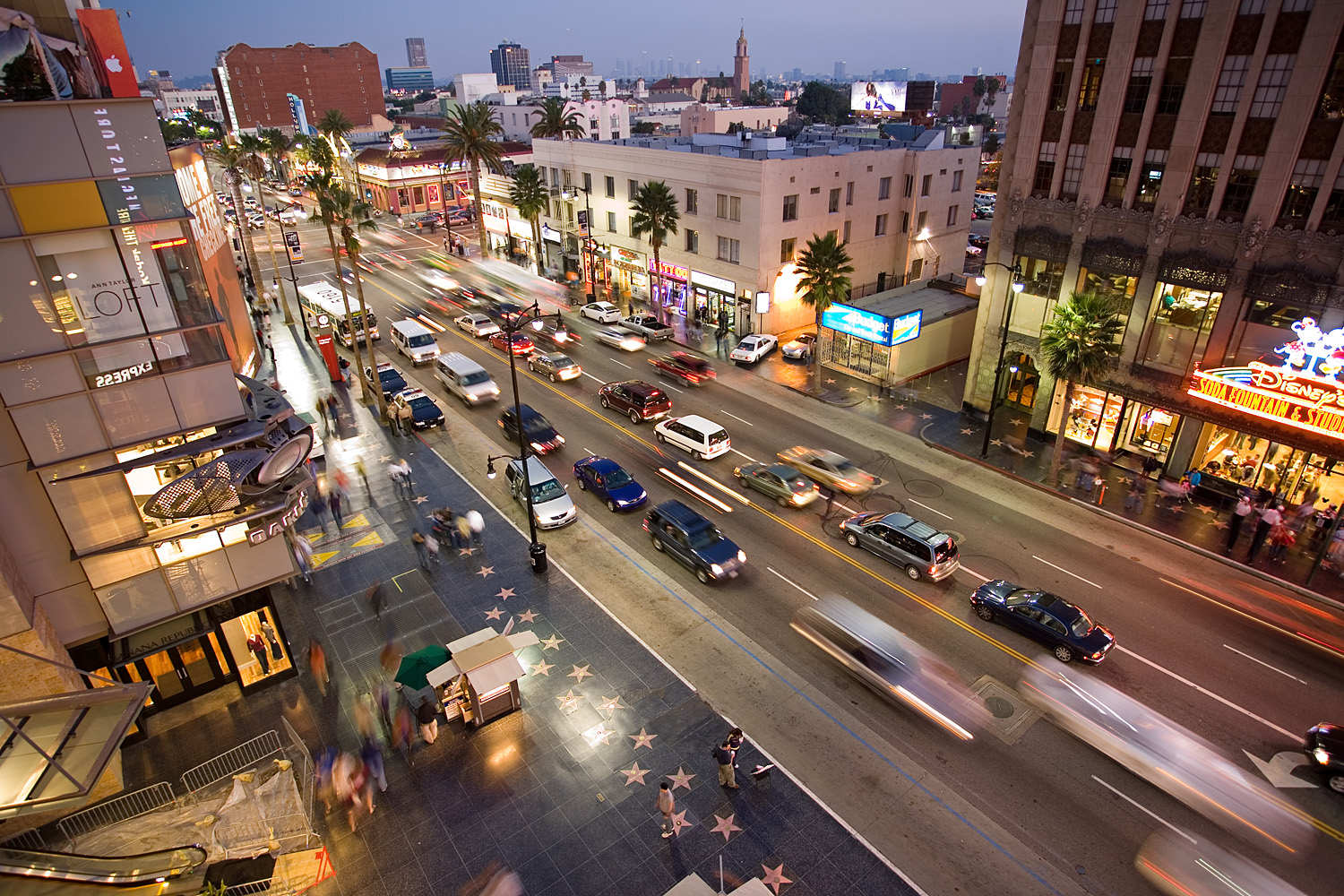
枪与玫瑰发迹于加利福尼亚的好莱坞

### 發跡
在1985-1986年間在團員的努力下，他們已常駐唱在好萊塢的知名的俱樂部如The Troubadour、The Roxy，也開始逐漸打響槍與玫瑰樂團在當地的知名度。這時開始吸引一些知名唱片公司前來進行唱片約的接洽。最終，槍與玫瑰樂團於1986年3月和格芬唱片(Geffen Records)確定簽下唱片約。格芬唱片不是當時提供最高金額的唱片公司，但他們保証槍與玫瑰樂團會有100%獨立的創作和錄製權且會提供稱格的宣傳行銷。簽約後樂團收到75,000美元的簽約頭期款，這五個人就直接平份，每人領到15,000美元。同年的12月份，他們發行了一張只灌錄四首歌的迷你專輯，EP專輯名稱為自殺式的生活。

#### 《自杀式的生活》发行(1986)
1986年12月，乐队公布了一张四首歌的专辑Live ?!*@ Like a Suicide(自杀式的生活)。开场由达夫·麦卡根尖叫“喂杂种，亲枪和他妈的玫瑰吧！”
为了用来知道乐队在洛杉矶以外的公众观点，专辑包括了玫瑰纹身的首曲“好男孩”和空中铁匠的“母系家族（Mama Kin）”，以及另外两首自创的乐曲：朋克赞美诗“不计后果的生活”和经典摇滚“迁居城市”。这两首都由好莱坞玫瑰创始人之一Chris Weber合作完成。尽管有现场专辑，乐队成员承认这些事实上都是录音室用现场观众的声音混成的。
该专辑唱片只有生产1万张，甚至在这个唱片两年后作为“G N' R Lies(谎言)”逐字逐句改掉重新发行后，本来的自杀式的生活才在1980年代后期成为被乐迷收藏家寻找和评价的对象。

### 专辑发行高峰期（1988-1993）

#### 《毀滅慾》发行(1987)
在1980晚期到1990前期是槍與玫瑰樂團的巔峰時間，主奏吉他手Slash和主唱Axl Rose當時已是代表槍與玫瑰樂團的知名人物。
1987年7月槍與玫瑰樂團正式發行他們的首張專輯：毀滅慾(Appetite for Destruction)。這張專輯有二張專輯封面。原本的封面是創作藝術家: 羅勃威廉(Robert Williams)所繪製超現實場面，即是一個長滿獠牙的怪獸仇恨地攻擊一位人型機器現行強暴犯。由於封面過於爭議，引起許多家長抗議，唱片行紛紛表示很難讓它上架販買。最終，唱片公司只好妥協更換專輯封面。第二個封面是由一位刺青藝術家: 比爾懷特(Bill White)設計，即十字架上放著五位槍與玫瑰樂團員的骷顱頭。後來唱片大賣，美國唱片業協會(RIAA)發行這張專輯的白金唱片時，主唱Axl Rose堅持要求配上原始封面。
「Welcome to the Jungle(歡迎來到叢林)」是他們在美國發行的第一張單曲，並有拍攝音樂錄影帶。然而當時首張專輯和第一首單曲已發行將近一年但是銷售成績卻不佳。直到格芬唱片的創辦人大衛格芬(David Geffen)運用個人和MTV電台主管的私人交情，說服他們播放Welcome to the Jungle(歡迎來到叢林)的音樂錄影帶。雖然首播時間為星期天凌晨四點的泠清時段，但播出後吸引不少硬搖滾和重金屬樂迷的注意，並且紛紛要求電台大量重播。這首單曲後來也成為由克林·伊斯威特(Clint Eastwood)主演電影「賭彩黑名單(The Dead Pool)」中的電影配樂之一，槍與玫瑰樂團員也在片中現身客串。
「Sweet Child o' Mine(我的甜美孩子)」是他們在美國發行的第二張單曲。這首是主唱Axl Rose填詞給當時女友艾琳.愛維利(Erin Everly)的情歌。在前首單曲的成功基礎下，這首搖滾情歌Sweet Child o' Mine在強勢電視和電台播放中，於1988年的夏天拿下美國最熱門歌曲第一名。主奏吉他手Slash多年後曾說:“事實上這首Sweet Child o' Mine是我寫過的歌中最不喜歡的一首。我很討厭它，但它卻是最受歡迎的。”這首歌曲曾被選入於專輯Live from the Jungle在日本重新發行。這張Live from the Jungle專輯是1987年6月槍與玫瑰樂團首次在海外巡回英國倫敦的蓬帳夜總匯(The Marquee)演唱現場錄音。
在Sweet Child o' Mine的成功下，Welcome to the Jungle重新再出發。它迅速地攻佔美國排行榜第七名。這時，另一首新歌Paradise City(天堂城市) 也在電視的強力播放下，升至美國排行榜的第五名，而毀滅慾專輯本身則躍升至美國排行榜的第一名。至今這張專輯已在全球銷售超過2千八百萬張。這其中有一千八百萬張是售於美國本土，成為美國最暢銷的出道專輯。
為宣傳毀滅慾專輯，槍與玫瑰樂團當時也展開為期十六個月的歐美巡迴演唱會。剛開始巡迴時,槍與玫瑰樂團的知名度不高，且所謂的宣傳正確的說法是替當時名氣大的主團開場，暖暖現場氣氛並順便打自己的歌。在1987年的六個月間，他們在北美洲開場的主團有: 崇拜樂團(The Cult)，克魯小丑樂團(Mötley Crüe)和艾利斯庫柏(Alice Cooper) ，接下來一年則是在美國，日本及澳洲開自己的演唱會並且也幫其他樂團開場如:鐵娘子樂團(Iron Maiden)和史密斯飛船（Aerosmith）。史密斯飛船（Aerosmith）當時的經紀人提姆.克林斯(Tim Collins)特別提到:“槍與玫瑰樂團的宣傳巡迴快結束之際，他們已變得很火熱。基本上，這個樂團根本就是爆炸性地紅遍半邊天，炙手可熱到當時滾石雜誌原本要採訪我們這個睽違多年終於復出演出的國際天團:史密斯飛船（Aerosmith），但是最終滾石雜誌決定把我們踢掉，換成槍與玫瑰樂團為當期的封面。當時槍與玫瑰樂團只是個開場暖場的小團, 頓時竟變得比主團還要熱門。”

#### 《謊言》发行(1988)
槍與玫瑰樂團在1988年11月趁勢發行第二張專輯:謊言(G N' R Lies)。這張專輯包括四首曾收錄在1986年 迷你專輯Live ?!*@ Like a Suicide(像自殺般的實況)和四首新的原聲歌曲(acoustic tracks)。新歌中的Patience(耐心)是唯一以單曲方式發行，在美排行榜排是第四名成績; 而謊言專輯(G N' R Lies)本身則在排行榜的第二名。另一個新曲:One in a Million"(萬中選一)則飽受爭議。這首歌歌詞被指控有種族岐視和同性戀恐懼症意含。主唱兼填詞者埃克索爾·羅斯否認他是個種族岐視者，並為自己辯護說:“使用種族誹謗字眼是要凸顯有些人基本上在你的人生中就是一種痛苦，一種麻煩。黑鬼(nigger)這字眼是不一定指黑人的意思”。儘管如此，後來主唱埃克索爾·羅斯承認，他用這個字是為了污辱曾經試著要搶劫他的黑人。而對於被指控同性戀恐懼症，主唱埃克索爾·羅斯的回應則是他曾跟同性戀者有過“壞的經驗”，因此他認為自己傾向為“異性戀至上”態度的人。
槍與玫瑰樂團在1988年後期的表現是上社會新聞事件多過於純粹舞台上表演。
1987年11月亞特蘭大的演唱會中，主唱埃克索爾·羅斯攻擊一名警衛，以致被警察抓至後台無法演唱，這時其他團員仍繼續台上演出。演唱部份由一位巡迴時的工作人員代唱。
1988年8月在紐約州的二場表演是群眾幾乎近暴動的狀況。同月，在英國的搖滾野獸們(Monsters of Rock)音樂節中，有二名歌迷不幸地在狂亂舞動的群眾中被壓擠而死亡。
1989年10月 在洛杉磯紀念體育場( L.A. Coliseum)替滾石樂團開場時，主唱埃克索爾·羅斯公開表示, 如果槍與玫瑰的某些樂員再不停止吸毒，這場演唱會將是槍與玫瑰最後一場表演。

這些層出不窮的意外暴力事件讓槍與玫瑰樂團被封為"世界上最危險的樂團"。

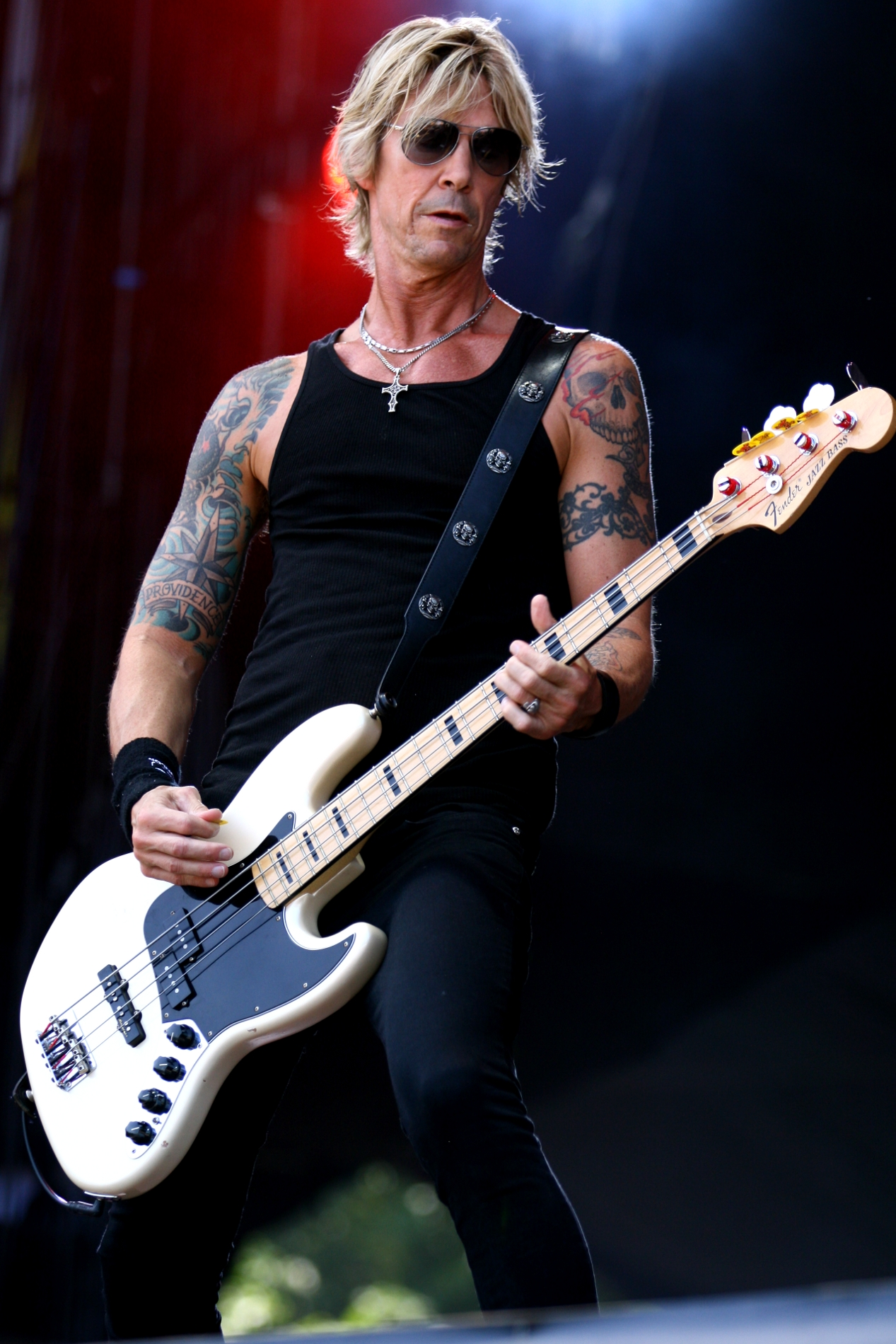
Duff McKagan1985年到1997年是乐队的贝斯手，2016年回归

#### 《運用你的幻象 I & II》发行 (1991)
1990年槍與玫瑰樂團回到錄音室，開始著手錄製他們最具野心的雙CD專輯: 運用幻象I & II
但按照槍與玫瑰樂團的說法是他們原本計劃是要一次推出四張CD。
這張專輯包含有Don't Cry(不要哭)，Civil War(內戰)， Estranged(疏離)，November Rain(十一月的雨)等名曲，也有Live and Let die這種改編曲目。
在錄音這首歌曲: Civil War(內戰)期間，鼓手史提文.艾得勒 (Steven Adler) 因為古柯鹼和海洛英嚴重上癮，無法打好鼓，嚴重拖延樂團錄音進度。最終在1990年7月11日 槍與玫瑰團員一致同意解僱他。鼓手部份則由曾在崇拜樂團(The Cult)擔任過鼓手的馬特索蘭(Matt Sorum)擔任。主唱 埃克索爾·羅斯(Axl Rose)在事後也讚揚當時他的加入是救了樂團一命。

這次鼓手由史提文.艾得勒 (Steven Adler)更換成馬特索蘭(Matt Sorum)也意外地讓槍與玫瑰的創作曲風由搖滾樂風轉變為重金屬。節奏吉他手伊利.史崔得林(Izzy Stradlin)對此曾表示 說道:”是呀，曲風是有很大的不同。我剛開始意識到史提文.艾得勒 (Steven Adler)對槍與玫瑰的貢獻是他在密西根時不小心把手弄斷了，那時我們只好找認識的灰姑娘樂團(Cinderella)中的鼓手佛瑞.德克提(Fred Coury)來支援我們在波士頓的演出。佛瑞德克提(Fred Coury)他打鼓的技術好又穩定，但歌聽起來就是很糟糕。我們每次寫新歌時，旁邊都有史提文.艾得勒 (Steven Adler) 的鼓聲在旁搭配，在他個人的律動感下，就這樣一來一回的多方嘗試，直到歌曲自己本身呈現出來整體的感覺。當史提文.艾得勒 (Steven Adler)不在，雖然令人無法相信，但很奇怪....歌就是寫不出。我個人還是傾向跟史提文.艾得勒 (Steven Adler)合作，但是我們樂團已休息二年了，實在是沒法再等下去了。即使史萊許(Slash)跟史提文.艾得勒 (Steven Adler)很直接地說明事情的嚴重性，但他那時就是沒有打算要戒掉毒品。”

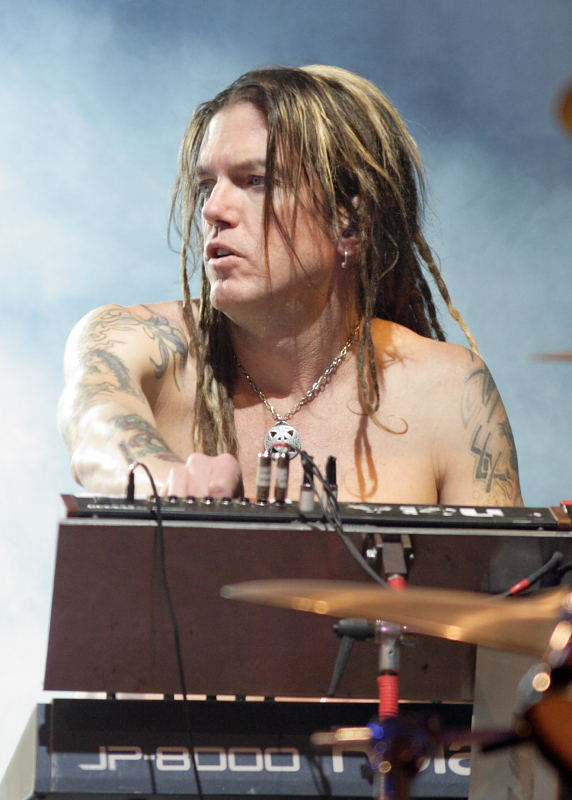
Dizzy Reed1990加入乐队作为琴師

而在此幾個月前，鍵琴手迪利.瑞得(Dizzy Reed) 成為槍與玫瑰第六個正式團員。1991年5月槍與玫瑰解僱了他們最初合作的經紀人 亞蘭.尼文(Alan Niven), 改由道格葛史坦(Doug Goldstein)擔任。根據1991年滾石雜誌封面故事披露出，是主唱 埃克索爾·羅斯(Axl Rose)要求解僱亞蘭尼文(Alan Niven),(即使部份團員仍希望維持原來現狀)，否則他拒絕完成專輯。
由於槍與玫瑰創作歌曲很多，夠用於在1991年9月17日開始發行第三張專輯:運用幻象I & II 雙CD中. 這張雙CD專輯一發行馬上就攻佔美國排行榜的第一和第二名，佔據排行榜108周。成為當時美國樂壇無法打破的記錄 (直到後來嘻哈藝人尼利(Nelly) 打破這項記錄)
除了運用幻象雙CD發行外，同時也錄製相關的MTV音樂錄影帶，其中歌曲有"Don't Cry" (不要哭), "November Rain" (11月的雨) and "Estranged" (疏離)。這幾首是史上花費最多的音樂影音拍攝。而其中的"November Rain (11月的雨)更是MTV電台被要求點播次數高，甚至贏得1992年最佳影像拍攝的MTV音樂影音大獎。這首歌也是美國排行榜前十大歌曲中最長的一首，約8分57秒。

##### 運用幻象世界巡迴演出
專輯發行前槍與玫瑰就已展開為期28個月長的運用幻象世界巡迴演出，這仍是迄今搖滾樂史上最長的巡迴演出。然而整個過程可以說是以「毀譽參半」形容。演出巡迴其間有不少見報的群眾暴動事件，開唱時間過晚和主唱一些誇大的言詞。團員的毒品和酒精上癮問題在巡迴中似乎是控制住，但是埃克索爾·羅斯對鬆散保全，聲音問題和演唱會現場使偷拍等問題反應過度。同時，他在歌曲空檔中常常表達自己政治立場，對音樂媒體批評或是歌壇人士提出言語反駁。

#### 《義大利麵意外事件》发行(1993)
1993年11月23日槍與玫瑰推出以1970後期1980前期的龐克加華麗搖滾為主的翻唱專輯: 義大利麵意外事件 ("The Spaghetti Incident?")。
許多曲目是由節奏吉他手伊利.史崔得林(Izzy Stradlin)在運用你的幻象錄音期間所錄製。在他於1991年11月離團後，由替補的吉比.克拉克(Gilby Clarke)重新錄製。原本這些曲目是要放在“運用幻象”專輯中成為四張CD的發行。但最終運用幻象專輯是以雙CD呈現，因此這些翻唱的曲目就延至這第四張專輯。
義大利麵意外事件專輯名稱來自於1993年Steven和樂團的法律訴訟 (即史提文.艾得勒 (Steven Adler)因毒品勒戒不成而遭樂團解僱，最終法院裁定樂團判賠史提文.艾得勒 (Steven Adler) 250萬美元)。 而這其間埃克索爾·羅斯(Axl Rose)和史提文.艾得勒 (Steven Adler)之間爭執中常拿食物互丟，其中常丟的就是義大利麵。Steven的律師把這件訴訟玩笑地稱為“義大利麵意外事件”(The Spaghetti Incident)。這就是專輯名稱的由來。
這張專輯比較爭議的地方是，主唱 埃克索爾·羅斯(Axl Rose) 在於在不顧團員反對下，執意要收錄查爾斯.梅森(Charles Manson)的歌曲“Look at Your Game, Girl” (看看妳玩的遊戲，女孩)。隔年主唱 埃克索爾·羅斯(Axl Rose)表示會在再版的專輯中將這首歌移除，並宣稱媒體誤解他對梅森(Manson)事件的興趣。在運用幻象II中的Estranged (疏離) 的音樂錄影帶中，可看到主唱羅斯身穿梅森(Manson)頭像的黑色T恤。最終這首歌仍是收錄在義大利麵意外事件專輯中。這張專輯的銷售量遠遜於上張專輯，僅銷售190,000張，這也造就樂團內部更緊張的關係。

### 分裂期（1994-1998）

槍與玫瑰的一個標誌

在和槍與玫瑰團員的訪談中得知在1994到1996年，他們打算開始寫新歌並錄製新的題材。根據主音吉他手史萊許(Slash)表示，這些題材大多都是主唱 埃克索爾·羅斯(Axl Rose)的想法，但是主唱 埃克索爾·羅斯(Axl Rose)在槍與玫瑰官網中寫了一封公開信，反駁並表示這張專輯就是史萊許(Slash)專輯，他的東西只有很少部份被採用。當時的槍與玫瑰是打算製作10至12首歌曲的專輯。
基於團內的運作不良，主音歌手埃克索爾·羅斯(Axl Rose)公開特別表示” 槍與玫瑰團員需要相互合作，才能寫出我們最棒的歌曲。由於現在團員都不合作，這就是為何現在的寫歌的材料都是破碎的樣子。”
1994年12月槍與玫瑰發表了滾石樂團的翻唱曲目Sympathy for the Devi (對惡魔的憐憫)，這首歌也成為電影Interview with the Vampire (夜訪吸血鬼)和Fallen的電影插曲，後來並作為單曲販售。這張單曲是最後一張由主音吉他手史萊許(Slash)，貝斯手達夫·麥卡根(Duff McKagan)和鼓手馬特索蘭(Matt Sorum)合作的作品。而新加入的節奏吉他手保羅.休格 (Paul Huge)是主唱 埃克索爾·羅斯(Axl Rose)學生時代的朋友，這次是樂團和他首次合作。但他的出現卻造成主唱 埃克索爾·羅斯(Axl Rose) 和主奏吉他手史萊許(Slash)關係更加緊張，因為主奏吉他手史萊許(Slash)相當不喜歡他，且認為他不適合待在槍與玫瑰中。
在錄製翻唱曲目Sympathy for the Devi(對惡魔的憐憫)期間，埃克索爾·羅斯(Axl Rose) 和史萊許(Slash)關係很緊繃。終於在1996年10月主奏吉他手史萊許(Slash)正式決定離開槍與玫瑰。之後，鼓手馬特索蘭(Matt Sorum)在1997年4月被解僱。1997年8月貝斯手達夫·麥卡根(Duff McKagan)最後也離開樂團。此時的槍與玫瑰曾參與第一張專輯: 毀滅慾的成員，除了主唱 埃克索爾·羅斯(Axl Rose)外全部離團。
1994年埃克索爾·羅斯(Axl Rose)曾舉行一個記者會和參加一些小型的表演，鮮少在公開場合露面。而實際上，槍與玫瑰樂團並沒有真正解散，就是新成員加入，舊成員離開。 直到1998年底，新陣容的槍與玫瑰團員宣告正式出現。雖然之後有不少的音樂人在槍與玫瑰樂團出出入入，但唯一不變的核心就是主唱 埃克索爾·羅斯(Axl Rose)，Stinson,和鍵盤手迪利.瑞得(Dizzy Reed) 和多種樂器玩家 克里斯.彼特曼(Chris Pitman).。

格芬唱片( Geffen Records)重新錄製槍與玫瑰在1987-1993年期間演唱會現場專輯，這張名為 Live Era '87-'93 (狂飆年代)現場演唱會精選雙CD專輯在1999年11月23日發行。

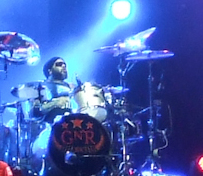
Drummer Frank Ferrer2006年加入乐队

### 《民主大中國》发行和巡回演出 （1999-2014）

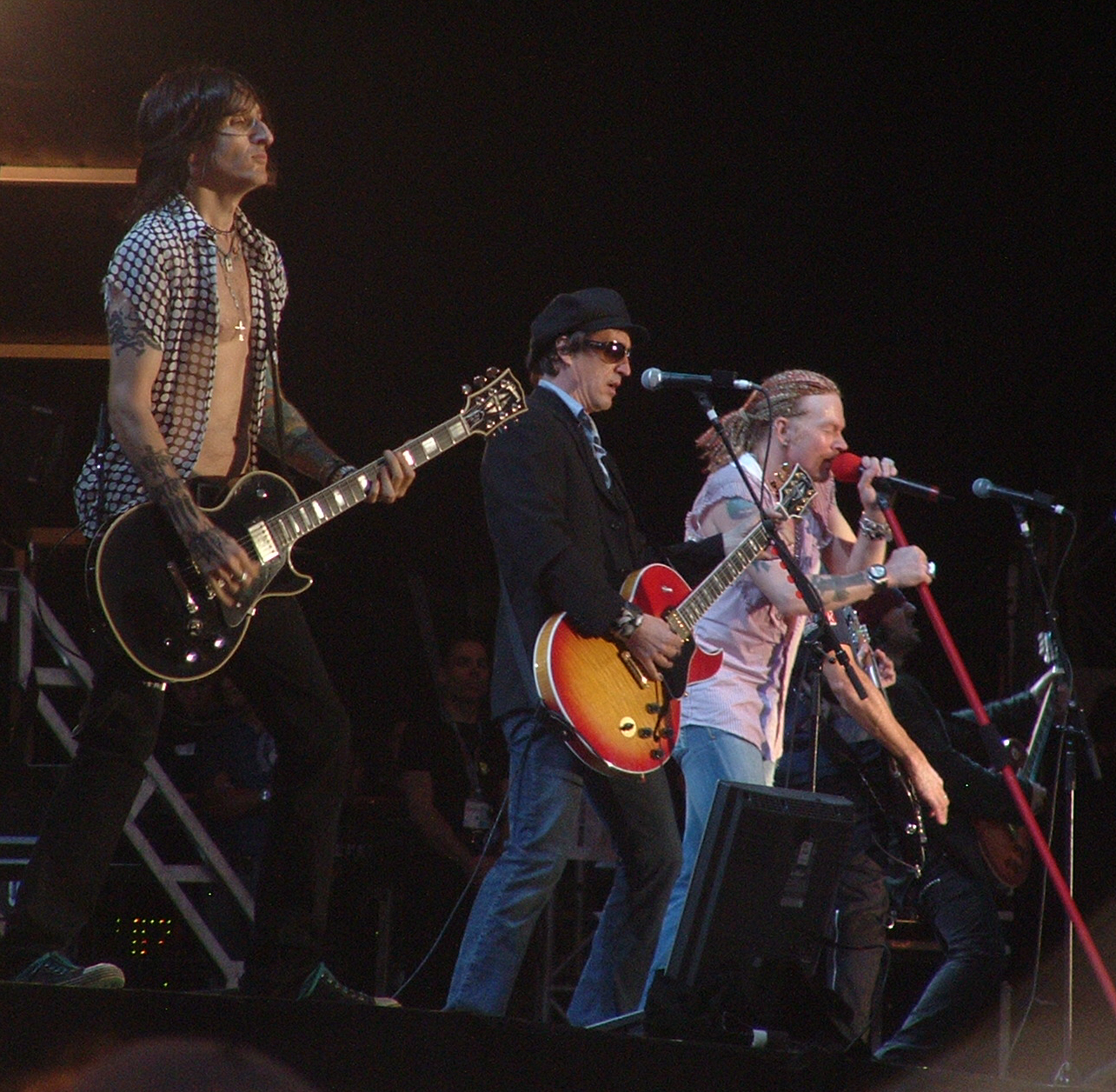
Izzy Stradlin和枪与玫瑰在表演

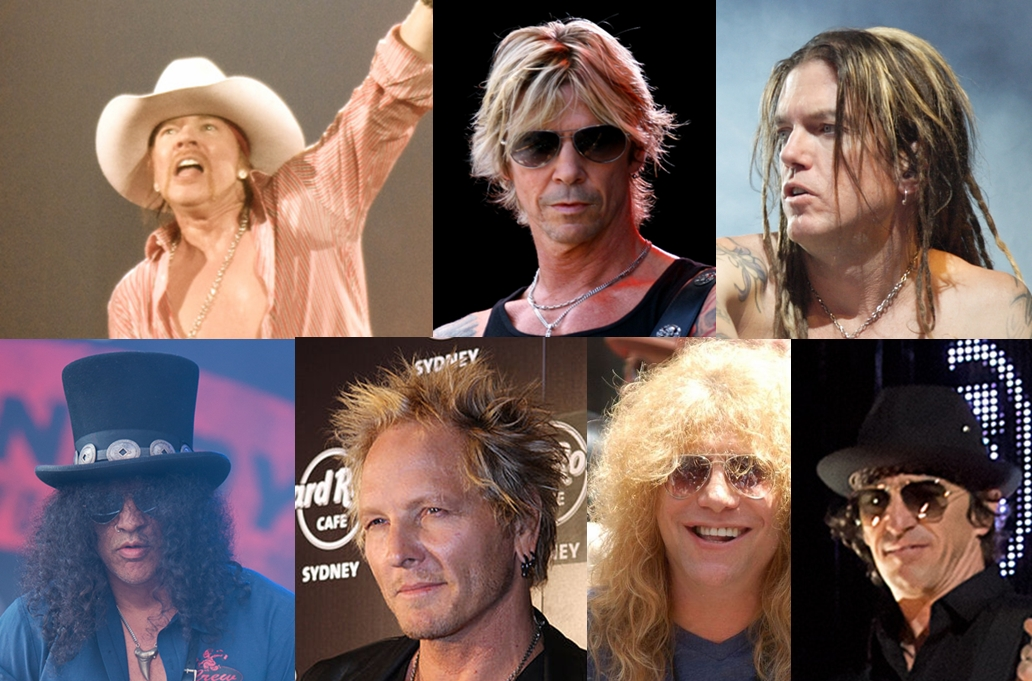
枪花入驻摇滚名人堂上排: Axl Rose, Duff McKagan, Dizzy Reed。 下排: Slash, Matt Sorum, Steven Adler, Izzy Stradlin。

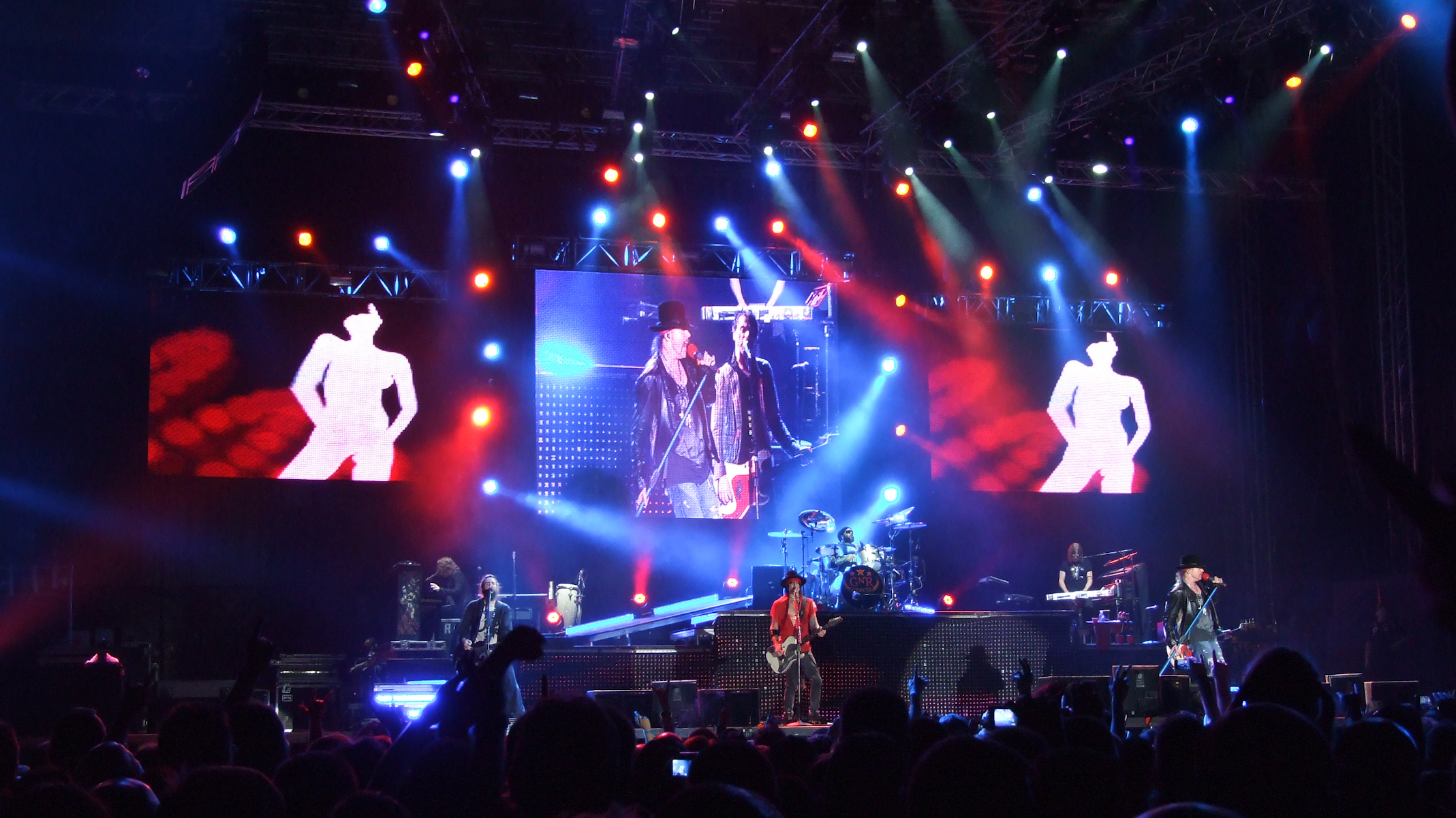
Guns N' Roses2012年在保加利亚索菲亚摇滚节上表演

從1994年開始錄製到2007年結束，共換了14間的錄音室。《Chinese Democracy》已于2008年11月23日推出，由于Chinese Democracy這首歌的歌词问题，而在中国禁播，直到2015年方可试听。

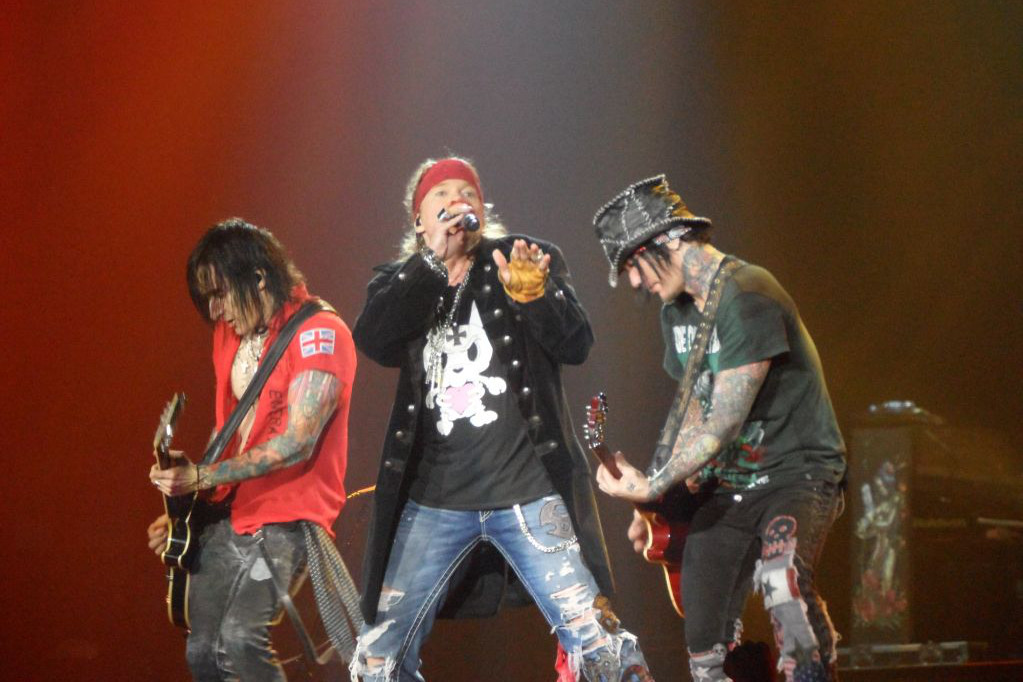
Guns N' Roses2012年表演，从左至右, Richard Fortus, Axl Rose, DJ Ashba.

早在2001年1月1號，槍與玫瑰便展開樂團的第二個全球巡迴演唱會，而在專輯發售後，於2009年底又重啟了巡迴，第一站選在台灣的新北市板橋體育場。
而2007年主唱Axl Rose接受訪問時提到，民主大中國是三部曲中的首部曲，預計在2012年以前發行三張專輯。
2010年吉他手DJ Ashba表示樂團對於新專輯有很多想法，不會像上一張花那麼久的時間。
2012年樂團以經典陣容入選搖滾名人堂，但是主唱Axl Rose表示個人身分拒絕接受，不出席頒獎典禮。
在結束為期10年的民主大中國巡迴，以及短期的Up Close and Personal巡迴 ，為紀念第一張專輯毀滅慾發行25周年及民主大中國發行四週年，樂團展開新一輪渴望民主巡迴，並於2014年巡迴結束後發行現場演唱會作品

### 經典陣容回歸，此生無望巡迴和最新一轮巡演 （2015-至今）

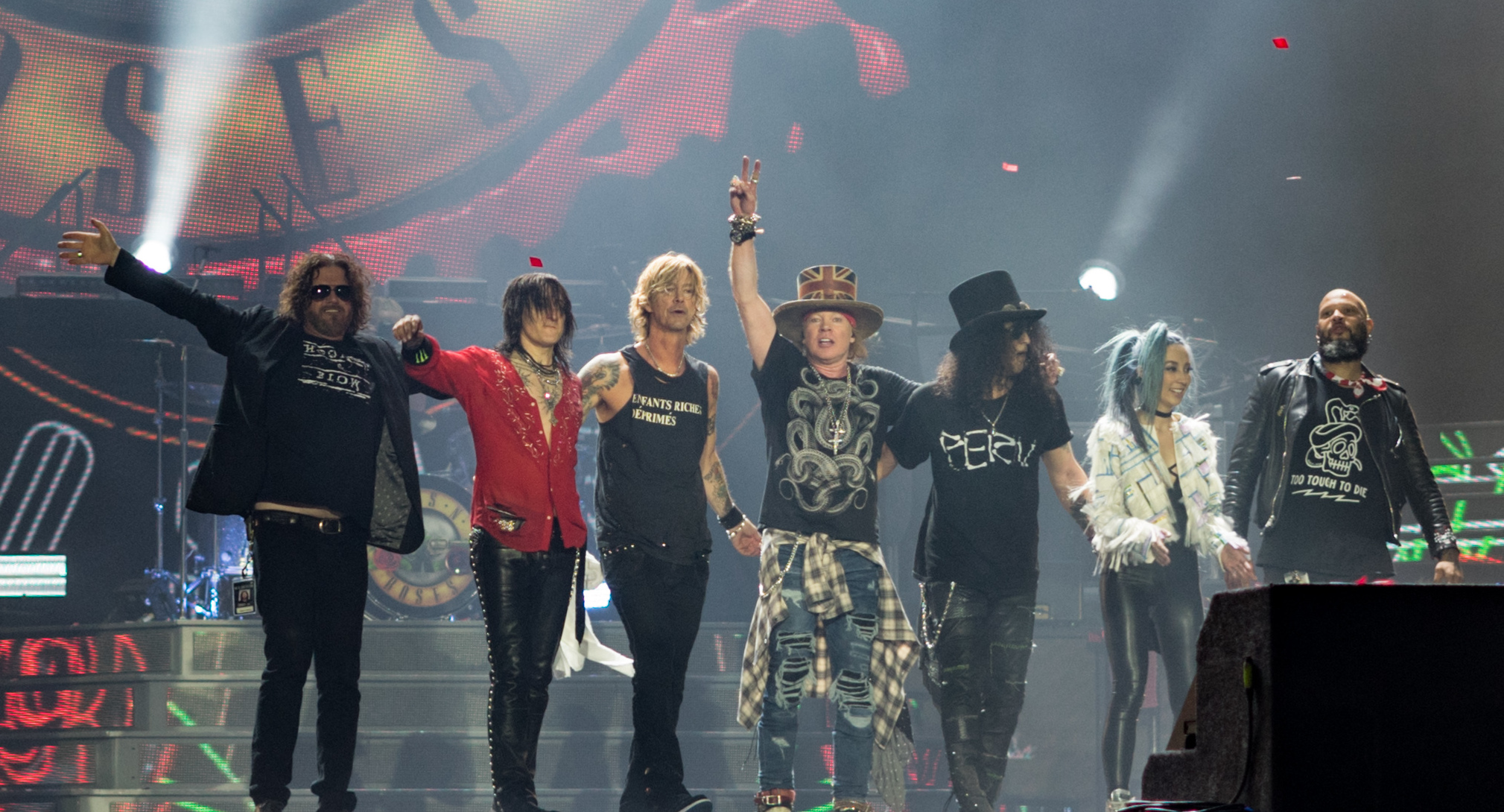
槍與玫瑰於2017年在英國倫敦演出

2015年吉他手DJ Ashba表示因為家庭因素以及為了專注於Sixx AM樂團的創作因此離開，但就在消息公布不久，另名吉他手Bumblefoot被爆在去年巡迴演唱結束之後即離團，但樂團至今未正式公布。而Axl Rose和Slash的關係在那之後開始改善，SLASH八月份接受訪問時表示他們已經重新恢復友好關係。
2016年1月4日，樂團正式宣布吉他手Slash及貝斯手McKagan回到樂團，並且將在4月份的Coachella上演出
隨後樂團展開新陣容的巡迴演出，命名為此生無望(Not In This Lifetime...)
2017年底，吉他手Richard Fortus接受訪問時指出，樂團已經錄製了大量素材，但還沒有到錄音室製作歌曲的階段
2019年2月吉他手Slash及貝斯手McKagan皆證實新專輯的工作已經展開。年底結束巡迴之後，次年公布的巡迴被重新命名為2020巡迴，結束了為期三年的此生無望巡迴。
2020年巡迴展開沒多久因為新冠病毒疫情爆發，後續的檔期皆延期，而原本兩位吉他手希望今年發表新作品的前景未明。
疫情結束後至今（2025），樂團在世界各地開展最新一輪巡演。

## 社會事件
槍與玫瑰樂團尤其在1988年後期的表現是上社會新聞事件多過於純粹舞台上表演，這些層出不窮的意外暴力事件讓槍與玫瑰樂團被封為"世界上最危險的樂團"。

### 1987年11月
- 亞特蘭大的演唱會中，主音歌手艾索·羅斯(Axl Rose)攻擊一名警衛，以致被警察抓至後台無法演出，這時其他團員仍繼續在台上演出。演唱部份由一位巡迴時的工作人員代唱。

### 1988年8月
- 在紐約州的两場表演是群眾幾乎近暴動的狀況。同月，在英國的搖滾野獸們(Monsters of Rock)音樂節中，有二名歌迷不幸地在狂亂舞動的群眾中被壓擠而死亡。

### 1989年10月
- 在洛杉磯紀念體育場( L.A. Coliseum)替滾石樂團開場時，艾索·羅斯(Axl Rose)公開表示, 如果槍與玫瑰的某些樂員再不停止吸毒，這場演唱會將是槍與玫瑰最後一場表演。

### 聖路易市群眾暴動（1991年7月2日）
- 在聖路易市的演出中，埃克索爾·羅斯在表演《Rocket Queen》中突然看見群眾中有一位歌迷正在拍攝演唱會過程，他那時要求警衛人員去台下將攝影機拿走，但過了幾秒所有警衛人員都沒有任何行動。於是他就跳入台下觀眾中抓住仍然在偷拍的歌迷。回到台上後他拿起麥克風暴怒地說「謝謝這樣爛的保全，我這就回家了」。大力往地上摔了麥克風，頭也不回地就往後台走了。生氣的觀眾們開始毀壞舞台上的設備，最後失控演變為暴動事件，數十個人因此受傷。直到近一年後，警察机关才將埃克索爾·羅斯拘提到案，但最終判決是埃克索爾·羅斯並無直接鼓動群眾暴動。當時埃克索爾·羅斯的辯護是當時“槍與玫瑰”有四點安全要求，其中一点即為不可携帶攝影機進場。但警衛人員全然忽略這個基本要求。再加上，由於警衛人員沒有強力執行攜帶飲料的限制規定，以致其他團員在表演時被台下觀眾的飲料瓶子打到。法院最後裁定埃克索爾·羅斯損壞他人財物，並涉入聖路易市群眾暴動（但無直接鼓動群眾暴動）。判刑為二年緩刑，並科50,000美元的罰金。另外，聖路易市當局永遠禁止“槍與玫瑰”樂團到當地開演唱會。 由於這件事件，在《運用你的幻象》專輯中“槍與玫瑰”的感謝名單中夾雜了一句 "Fuck You, St. Louis! " （去你的，聖路易市）。

## 成員

### 現今成员
- Axl Rose - 主音歌手、鋼琴（創團成員，1985年至今）
- Slash - 主音結他（1985年加入，1996年離隊；2016年歸隊）
- Richard Fortus（英语：Richard Fortus） - 節奏結他（2002年加入）
- Duff McKagan - 低音結他（創團成員，1998年離隊；2016年歸隊）
- Isaac Carpenter（英语：Isaac Carpenter (drummer)）- 鼓、敲擊（2025年加入）
- Dizzy Reed - 琴鍵（1990年加入）
- Melissa Reese（英语：Melissa Reese） - 琴鍵、電腦排序（2016年加入）

### 離任成员
- Tracii Guns - 主音結他 （1985）
- Robin Finck（英语：Robin Finck） - 主音結他 （1997 - 1999；2000 - 2008）
- Buckethead - 主音吉他 （2000 - 2004）
- Ron "Bumblefoot" Thal（英语：Ron "Bumblefoot" Thal） - 主音吉他 （2006 - 2014）
- DJ Ashba - 主音吉他（2009 - 2015）
- Izzy Stradlin - 節奏吉他 （1985 - 1991）
- Gilby Clarke - 節奏吉他 （1991 - 1994）
- Paul Tobias（英语：Paul Tobias） - 節奏吉他 （1994 - 2002）
- Ole Beich（英语：Ole Beich） - 貝斯 (1985)
- Tommy Stinson（英语：Tommy Stinson） - 貝斯 （1998 - 2016）
- Rob Gardner（英语：Rob Gardner） - 鼓、敲擊 （1985）
- Steven Adler - 鼓、敲擊（1985 - 1990）
- Matt Sorum - 鼓、敲擊（1990 - 1997）
- Josh Freese（英语：Josh Freese） - 鼓、敲擊（1997 - 2000）
- Bryan "Brain" Mantia（英语：Bryan "Brain" Mantia） - 鼓、敲擊 （2000 - 2006）
- Chris Pitman - 鍵琴、電腦排序 （1998 - 2016）
- Frank Ferrer（英语：Frank Ferrer） - 鼓、敲擊（2006 - 2025）

## 作品列表
| - Appetite for Destruction (1987) - G N' R Lies (1988) - Use Your Illusion I (1991) - Use Your Illusion II (1991) - The Spaghetti Incident? (1993) - Chinese Democracy (2008) | - Live Era '87-'93 (1999) | - Use Your Illusion (1998) - Unplugged (1993) - Greatest Hits (2004) | - Live ?!*@ Like a Suicide (1986) - Live from the Jungle (1988) |

| - Use Your Illusion I (1992) - Use Your Illusion II (1992) - Welcome to the Videos (1998) - Appetite for Democracy 3D (2014) | - It's So Easy (1987) - Welcome to the Jungle (1987) - Sweet Child o' Mine (1988) - Paradise City (1988) - Nightrain (1989) - Patience (1989) - You Could Be Mine (1991) - Don't Cry (1991) - Live and Let Die (1991) | - November Rain (1992) - Knockin' on Heaven's Door (1992) - Yesterdays (1992) - Civil War (1993) - Ain't It Fun (1993) - Estranged (1994) - Since I Don't Have You (1994) - Sympathy for the Devil (1994) - Chinese Democracy (2008) - Better (2008) - Street of Dreams (2009) |

## 提名和获奖
| 年份 | 獲提名                   | 獎項                                  | 結果 |
| ---- | ------------------------ | ------------------------------------- | ---- |
| 1989 | "Sweet Child O' Mine"    | Favorite Pop/Rock Single              | 獲獎 |
| 1989 | 槍與玫瑰                 | Favorite Heavy Metal/Hard Rock Artist | 提名 |
| 1989 | Appetite for Destruction | Favorite Heavy Metal/Hard Rock Album  | 提名 |
| 1990 | 槍與玫瑰                 | Favorite Heavy Metal/Hard Rock Artist | 獲獎 |
| 1990 | Appetite for Destruction | Favorite Heavy Metal/Hard Rock Album  | 獲獎 |
| 1992 | Guns N' Roses            | Favorite Heavy Metal/Hard Rock Artist | 獲獎 |
| 1992 | Guns N' Roses            | Favorite Pop/Rock Band/Duo/Group      | 提名 |
| 1992 | Use Your Illusion I      | Favorite Heavy Metal/Hard Rock Album  | 提名 |

| 年份 | 獲提名              | 獎項                       | 結果 |
| ---- | ------------------- | -------------------------- | ---- |
| 1990 | G N' R Lies         | Best Hard Rock Performance | 提名 |
| 1992 | Use Your Illusion I | Best Hard Rock Performance | 提名 |
| 1993 | "Live and Let Die"  | Best Hard Rock Performance | 提名 |

| 年份 | 獲提名                  | 獎項                             | 結果 |
| ---- | ----------------------- | -------------------------------- | ---- |
| 1988 | "Welcome to the Jungle" | Best New Artist                  | 獲獎 |
| 1989 | "Sweet Child O' Mine"   | Best Heavy Metal Video           | 獲獎 |
| 1989 | "Sweet Child O' Mine"   | Best Group Video                 | 提名 |
| 1991 | "You Could Be Mine"     | Best Heavy Metal/Hard Rock Video | 提名 |
| 1991 | "You Could Be Mine"     | Best Video from a Film           | 提名 |
| 1992 | 槍與玫瑰                | Video Vanguard Award             | 獲獎 |
| 1992 | "November Rain"         | Best Cinematography              | 獲獎 |
| 1992 | "November Rain"         | Best Art Direction               | 提名 |

| 年份 | 獲提名   | 獎項                                              | 結果 |
| ---- | -------- | ------------------------------------------------- | ---- |
| 1993 | 槍與玫瑰 | World's Best-Selling Hard Rock Artist of the Year | 獲獎 |
| 1993 | 槍與玫瑰 | World's Best-Selling Hard Rock Artist of the Year | 獲獎 |